# Косые дома (Алма-Ата)
«Косы́е дома́» — жилой микрорайон, располагавшийся в Алма-Ате в квадрате улиц Панфилова — Курмангазы — Абылай хана — Шевченко.

## История

### Строительство
Микрорайон в прямоугольнике улиц Каскеленской на западе и Красноармейской на востоке, и улицами Артиллерийской и Лагерной, разделяющих кварталы на верхние и нижние был построен в период 1934—1937 годов по проекту Петра Мартыновича Вильгельмзона. В квартиры микрорайона из 11-ти двухэтажных корпусов, получившего название «Дома специалистов», въехали выдающиеся деятели искусства и науки, видные государственные чиновники. Многие из них — по современным подсчётам 109 человек — были репрессированы в период 1937-38 годов. Особенностью первого микрорайона было размещение домов под углом к "красным линиям" улиц. От этого квартал получил название «косых домов». Жилые дома располагались в так называемом «Золотом квадрате».

### Снос
В 2001 году общественные деятели обратились к Президенту Казахстана с просьбой включить косые дома в список памятников архитектурного наследия. Решение о сносе было принято акимом города Алма-Аты Виктором Храпуновым.
В 2004 году была создана неправительственная организация для защиты микрорайона и включения комплекса зданий в список охраняемых государством объектов памятников архитектуры, а также других исторических объектов города.
После многолетних судебных разбирательств в 2007 году дома были всё же снесены.

### Современное состояние
В 2009 году участок был передан в аренду для застройки, однако из-за финансовых проблем строительство не было начато, и земельный участок представляет собой общественное пространство.
По состоянию на 2013 год в Алма-Ате сохранился один «косой дом» в стиле конструктивизма. Он был построен в 1935 году и не был жилым. Он располагается на углу улиц Богенбай батыра (Кирова) и Досмухамедова (Мичурина), его занимает спортивная школа.

## Известные жители
В «косых домах» проживали известные деятели искусства и культуры Казахской ССР. Среди них Куляш Байсеитова, Ахмет Жубанов, Иван Панфилов, Си Синхай, Евгений Брусиловский и многие другие.